# Тихий океан (мінісеріал)
Тихий океан (англ. The Pacific) — американський телевізійний мінісеріал про Другу світову війну, виробництва HBO, Seven Network, Sky Movies, Playtone і DreamWorks. Продюсерами серіалу виступили Стівен Спілберг, Том Генкс і Ґері Ґоецмен.
Прем'єра мінісеріалу відбулася в США на каналі HBO 14 березня 2010 року.
«Тихий океан» створений на основі мемуарів морських піхотинців США Юджина Следжа, Роберта Лекі і Чака Татума, який служив разом з Джоном Бейзілоном на Іводзімі. 
«Тихий океан» був створений за ініціативою спів-виконавчого продюсера Брюса МакКенни, одного з основних сценаристів Братів по зброї. Г'ю Ембровз, син автора книжки «Брати по зброї» — Стівена Ембровза, виступив консультантом проекту.
Серіал розказує історію трьох морських піхотинців (Следжа, Лекі і Бейзілона), які брали участь у боях з японцями на Тихому океані під час Другої світової війни. Сюжет описує ключові битви, які увійшли до історії, очима звичайних солдатів і їх близьких.

## Акторський склад
- Джеймс Бедж Дейл — рядовий першого класу Роберт «Боб Лакі» Лекі
- Джозеф Маццелло — капрал Юджин «Следжгаммер» Следж
- Джон Седа[en] — командор-сержант Джон Бейзілон
- Бен Еслер[en] — рядовий першого класу Чарльз «Чак» Татум
- Генрі Ніксон[en] — перший лейтентант Г'ю Корріґан
- Ештон Голмс — капрал Сідні «Сід» Філліпс
- Вільям Седлер — підполковник Льюїс «Честі» Пуллер
- Джон Бернтал — сержант Мануель «Менні» Родріґез
- Джош Гелман[en] — капрал Лю «Чаклер» Джурґенс
- Рамі Малек — капрал Мерріелл «Снафу» [к 1] Шелтон
- Кіт Ноббс[en] — рядовий першого класу Бад «Бігун» Конлі
- Джейкоб Піттс — рядовий першого класу Білл Сміт
- Брендан Флетчер[en] — рядовий першого класу Білл Лейден
- Мартін Макканн — сержант Ромус Берджін
- Метт Крейвен[en] — капітан Ґрант
- Ешлі Цукерман[en] — другий лейтентант Роберт «Мак» Маккензі
- Тобі Леонард Мур — другий лейтенант Стоун
- Ендрю Ліс — рядовий першого класу Роберт Освальт
- Ділан Янґ — рядовий першого класу Джей Де Л'О
- Каріба Гейне — Філліс
- Ізабель Лукас — Ґвен
- Деймон Герріман — Меррін
- Том Будж[en] — Ронні Ґібсон
- Річард Кавторн[en] — Перл
- Ліам Макінтайр — Лью
- Енні Перріс[en] — сержант Лена Мей Ріґґі Бейзілон
- Анна Торв — Вірджина Ґрей
- Кетрін Макклементс[en] — Кетрін Лекі
- Клер ван дер Бум[en] — Стелла
- Каролін Давернас — Віра Келлер
- Пенні Макнамі[en] — Говп

## Бюджет
Спочатку бюджет проекту становив $100 млн., але пізніше він зріс вдвічі, і склав $200 млн, що зробило «Тихий океан» найдорожчим телевізійним мінісеріалом.

## Реакція
The Pacific був добре прийнятий критиками, і отримав середню оцінку 87% на аггрегаторі оглядів Metacritic. Джеймс Понівозік з журналу Time назвав його одним з 10 найкращих телесеріалів 2010 року.

## Нагороди
Мінісеріал був номінований на дев'ятнадцять нагород Еммі, і виграв 8, у тому числі «Найкращий мінісеріал». Також був номінований на Золотий Глобус у номінації «Найкращий мінісеріал або фільм для ТБ». Тихий Океан виграв нагороду від Гільдії сценаристів США за адаптований сценарій для восьмого епізоду («Частина Вісім»); став одним з 10-и найкращих телевізійних програм 2010 року на нагородженні Американського інституту кіномистецтва.

## Український дубляж
Переклад та озвучення українською мовою зроблено студією «НеЗупиняйПродакшн».